# Walckenaeria spiralis
Walckenaeria spiralis là một loài nhện trong họ Linyphiidae.
Loài này thuộc chi Walckenaeria. Walckenaeria spiralis được James Henry Emerton miêu tả năm 1882.